# آرچی‌بالد راسل (کشتی)
آرچی‌بالد راسل (کشتی) (به انگلیسی: Archibald Russell (ship)) یک کشتی بود که طول آن  291.3 ft (88.8 m) بود. این کشتی  در سال ۱۹۰۵ ساخته شد.